# Bregninge (Tåsinge)
 For alternative betydninger, se Bregninge. (Se også artikler, som begynder med Bregninge)
Bregninge er en landsby på øen Tåsinge med knap 200 indbyggere (2010). Bregninge er beliggende tre kilometer syd for Vindeby og seks kilometer syd for Svendborg. Landsbyen tilhører Svendborg Kommune og er beliggende i Bregninge Sogn.
I byen findes Bregninge Kirke og det lokalhistoriske Taasinge Museum.